# Caldas da Saúde
As Caldas da Saúde situam-se na freguesia de Areias, Santo Tirso,Portugal.
A água é sulfúrea, com uma temperatura de 36º e pH de 8,74.

## Indicações Terapêuticas
Afecções das vias respiratórias (bronquites), reumáticas e musculo-esqueléticas.